# Walcowanie

walcowanie

Walcowanie – rodzaj obróbki plastycznej metali wykonywany na walcarkach.
Walcowanie polega na kształtowaniu materiału między obracającymi się walcami, tarczami, rolkami lub przemieszczającymi się względem siebie narzędziami płaskimi.
Sposoby walcowania ze względu na ruch walców:
- wzdłużne
- poprzeczne
- poprzeczno-klinowe
- pielgrzymowe
- kuźnicze
- skośne

Sposoby walcowania według układu klatek roboczych:
- jednoliniowe
- wieloliniowe
- ciągłe
- półciągłe
- mijane
- szachownicowe

Walcowanie wzdłużne jest podstawową metodą kształtowania wyrobów hutniczych, takich jak pręty, kształtowniki, blachy itp. Pozostałymi metodami walcowania można również kształtować rury oraz wyroby osiowo-symetryczne.
Inny podział – ze względu na temperaturę walcowanego materiału:
- walcowanie na zimno
- walcowanie na gorąco
- walcowanie na ciepło